# John Surtees
John Surtees (født 11. februar 1934 - død 10. marts 2017) var en Britisk racerkører. Han var aktiv Motorcykel Racerkører fra 1952 til 1960, for bl.a. "Norton" og "MV Augusta" og han blev 4-dobbelt  500cc Motorcykel Verdendmester i årene 1956, 1958, 1959 og 1960, alle med "MV Augusta" - Efter det sidste Verdensmesterskab med "MV Augusta" tog han springet fra 2 hjul til 4 hjul.
Modtager af CBE orden (Commander of the Most Excellent Order of the British Empire).
Han var aktiv Formel 1 Kører fra 1960 til 1972 (hvor han fra 1970 til 1972 ikke kun var racerkører, men også teamejer), i hans tid som aktiv Formel 1 kører kørte han for mange forskellige hold.
| År   | Team                         | Model        | Motor                    |
| 1960 | Team Lotus                   | Lotus 18     | Climax FPF 2.5 L4        |
| 1961 | Yeoman Credit Racing Team    | Cooper T53   | Climax FPF 2.5 L4        |
| 1962 | Bowmaker-Yeoman Racing Team  | Lola Mk4     | Climax FWMV 1.5 V8       |
| 1962 | Bowmaker-Yeoman Racing Team  | Lola Mk4A    | Climax FWMV 1.5 V8       |
| 1963 | Scuderia Ferrari             | Ferrari 156  | Ferrari 178 1.5 V6       |
| 1964 | Scuderia Ferrari             | Ferrari 158  | Ferrari 205B 1.5 V8      |
| 1965 | Scuderia Ferrari             | Ferrari 158  | Ferrari 205B 1.5 V8      |
| 1965 | Scuderia Ferrari             | Ferrari 1512 | Ferrari 207 1.5 F12      |
| 1966 | Scuderia Ferrari             | Ferrari 312  | Ferrari 218 3.0 V12      |
| 1966 | Cooper Car Company           | Cooper T81   | Maserati 9/F1 3.0 V12    |
| 1967 | Honda Racing                 | Honda RA273  | RA273E 3.0 V12           |
| 1967 | Honda Racing                 | Honda RA300  | RA273E 3.0 V12           |
| 1968 | Honda Racing                 | Honda RA300  | RA273E 3.0 V12           |
| 1968 | Honda Racing                 | Honda RA301  | RA301E 3.0 V12           |
| 1969 | Owen Racing Organisation     | BRM P138     | BRM P142 3.0 V12         |
| 1969 | Owen Racing Organisation     | BRM P139     | BRM P142 3.0 V12         |
| 1970 | Team Surtees                 | McLaren M7C  | Ford Cosworth DFV 3.0 V8 |
| 1970 | Team Surtees                 | Surtees TS7  | Ford Cosworth DFV 3.0 V8 |
| 1971 | Brooke Bond Oxo Team Surtees | Surtees TS9  | Ford Cosworth DFV 3.0 V8 |
| 1972 | Team Surtees                 | Surtees TS9  | Ford Cosworth DFV 3.0 V8 |
| 1972 | Team Surtees                 | Surtees TS14 | Ford Cosworth DFV 3.0 V8 |

Og han blev Formel 1 Verdensmester i 1964 med "Scuderia Ferrari", og han er, til den dag i dag, stadig den eneste person som er blevet Verdensmester på to hjul og fire hjul i den højeste kategori.
John Surtees grundlagde også "Surtees Racing Organisation" (1970 - 1978), der konkurrerede bl.a. i Formel 2, Formel 5000, og som konstruktør i Formel 1, og var selv aktiv kører i han's egen team fra 1970 til 1972, samme år som han's team havde deres største succes, da Mike Hailwood vandt det Europæiske Formel 2 Verdensmesterskab i en Surtees Formel 2 Racer,  "Surtees Racing Organisation" blev opløst i slutningen af 1978.
John Surtees oprettede i 2010 "The Henry Surtees Foundation" efter han's 18 årige søn Henry Surtees tragisk blev slået ihjel under et Formel-2 race på Brands Hatch den 19. Juli 2009, da han blev ramt ham i hoved af et hjul som var røget af fra Jack Clarke Racer efter han var kollideret med en mur,  Henry Surtees blev overført til Royal London Hospitalet, hvor han senere samme dag blev erklæret død.